# Virson
Virson – miejscowość i gmina we Francji, w regionie Nowa Akwitania, w departamencie Charente-Maritime.
Według danych na rok 1990 gminę zamieszkiwało 387 osób, a gęstość zaludnienia wynosiła 39 osób/km² (wśród 1467 gmin regionu Poitou-Charentes Virson plasuje się na 639. miejscu pod względem liczby ludności, natomiast pod względem powierzchni na miejscu 834.).